# 遵义县 (唐朝)
遵义县，唐朝时设置的县。
唐朝时，原为郎州下属的恭水县。贞观十三年（639年）复置郎州，更名播州。同时复置恭水县。贞观十四年（640年），恭水县更名为罗蒙县，贞观十六年（642年），更名为遵义县。县治在今遵义市绥阳县境内。属播州，曾属播川郡。